# Mniszek alpejski
Mniszek alpejski (Taraxacum alpinum Schur) – gatunek rośliny należący do rodziny astrowatych. W niektórych ujęciach taksonomicznych  zaliczany do gatunku zbiorowego Taraxacum sekcja Alpina. W Polsce występuje w Tatrach oraz w Karpatach Wschodnich. W Tatrach jest dość pospolity.

## Morfologia

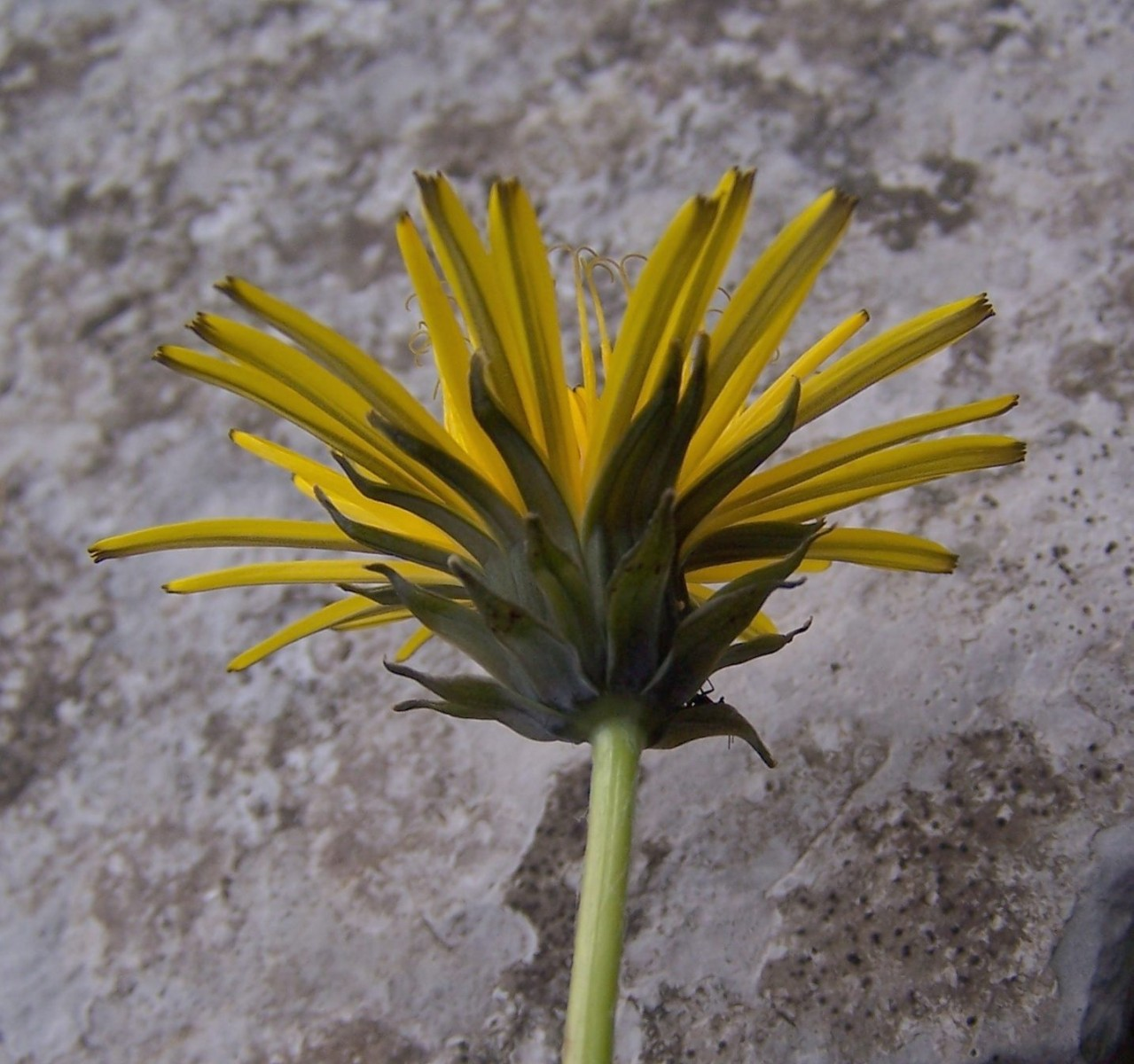
Koszyczek

ŁodygaDęty, wzniesiony głąbik o wysokości 5-20 cm.
LiścieWyłącznie różyczkowe. Podobne do liści mniszka lekarskiego, bardzo zmienne morfologicznie, przeważnie głęboko wcinane, ale zdarzają się również niepodzielone, a tylko ząbkowane.
KwiatyZebrane w pojedynczy koszyczek na szczycie głąbika. Zewnętrzne listki jego okrywy są co najmniej dwukrotnie dłuższe od listków wewnętrznych. Mają jajowaty kształt, są nieco pokryte woskiem, nie posiadają widocznego obrzeżenia i przeważnie są czarniawe (po wysuszeniu zawsze czernieją). Kwiaty żółte.
OwocGęsto brodawkowana jasnego koloru niełupka o długości 3-4 mm z puchem lotnym. Zaopatrzona jest w dzióbek, który w dojrzałym owocu jest 1,3-2 razy dłuższy od owocu (dzióbek rośnie w trakcie dojrzewania owocu, jeszcze na krótko przed dojrzeniem nie jest dłuższy od owocu).
KorzeńPalowy, gruby.

## Biologia i ekologia
Bylina. Kwitnie od czerwca do sierpnia. Roślina wiatrosiewna. Siedlisko: hale górskie, upłazy, szczeliny skalne, murawy. Występuje w górach od regla górnego po piętro alpejskie. Gatunek charakterystyczny dla rzędu (O.) Salicetalia herbaceae.